# Світовий легкоатлетичний тур у приміщенні
Щорічний Закритий світовий тур IAAF — це серія закритих легкоатлетичних змагань, що тривають з 2016 року і в подальший період, починаючи з Міжнародного турніру з легкої атлетики IAAF 2016 року Вона була розроблена для створення Діамантової ліги ІААФ — серії легкоатлетичних змагань, які повинні підняти рівень змагань.
Тур спочатку передбачав чотири події, три в Європі та один в США. Перший Чемпіонат світу з легкої атлетики в приміщенні проходив у 2016 році в Портленд, що в штаті Орегон.
Передбачається, що переможці Туру будуть користуватися тими ж привілеями для потрапляння на Чемпіонат світу з легкої атлетики в приміщенні та Чемпіонат світу з легкої атлетики як переможці Діамантової ліги. Тур буде тривати протягом двох років. Він буде розширюватися в результаті двох додаткових нарад у Дюссельдорфі (Німеччина) у 2017 році та неєвропейської зустрічі 2018 року.

## Тури
| Тури | Роки | № з/п | Початок  | Закінчення |
| ---- | ---- | ----- | -------- | ---------- |
| I    | 2016 | 4     | 6 лютого | 20 лютого  |
| II   | 2017 | 5     | 28 січня | 18 лютого  |
| III  | 2018 | 6     |          |            |

## Проведення змагань
У кожному турі буде проходити мінімум 12 видів змагань. З них п'ять або шість основних видів будуть проходити один за одним два сезони.
У 2016 році проходили біг (чоловіки) на 60 м, 800 м, 3000 / 5000 м, стрибки з жердиною, потрійний стрибок і штовхання, а також біг (жінки) на 400 м, 1500 м, 60 м з бар'єрами, стрибки у висоту та стрибки в довжину.
У 2017 році відбувається такі змагання: біг (жінки) на 60 м, 800 м, 3000 / 5000 м, стрибки з жердиною, потрійний стрибок і штовхання ядра, а також біг (чоловіки) на 400 м, 1500 м, 60 м з перешкодами, стрибки у висоту та стрибки в довжину.
Бали (очки) отримають чотири кращих спортсмени у кожному виді змагань. При цьому переможець отримує 10 очок, другий призер — 7 очок, той, хто виборов третє місце — п'ять очок, а спортсмени що потрапили у четвірку отримають по три очки.
Індивідуальний переможець кожного заходу отримає US$ 20,000 призових і, починаючи з 2016 року видання в Портленд, буде автоматично претендувати на потрапляння в наступний тур Чемпіонат Світу в приміщенні ІААФ як вхід «джокер», за умови, що федерації переможця Закритий світового туру погодять участь спортсмена

## Зустрічі

### 2016
Наступні чотири зустрічі були підтверджені протягом сезону 2016 року:
| Змагання                      | Стадіон                                         | Місто                  | Країна    | Дата      |
| ----------------------------- | ----------------------------------------------- | ---------------------- | --------- | --------- |
| Weltklasse в Карлсруе         | Dm-Arena                                        | Карлсруе / Райнштеттен | Німеччина | 6 лютого  |
| New Balance Indoor Grand Prix | Спортивний центр Реджі Льюїс Track              | Бостон                 | США       | 14 лютого |
| Globen Galan                  | Еріксон Глоб                                    | Стокгольм              | Швеція    | 17 лютого |
| Glasgow Indoor Grand Prix     | Співдружність Арена та Велотрек сера Кріса Хойа | Глазго                 | Шотландія | 20 лютого |

### 2017
Замість змагань у Стокгольмі було додано ще дві зустрічі. Крім того, в рамках довгострокової угоди використання, як концертного майданчика у Великій Британії, Глазго Критий Гран переїжджає в Бірмінгем, Англія.
| Змагання                      | Стадіон                            | Місто                  | Країна          | Дата      |
| ----------------------------- | ---------------------------------- | ---------------------- | --------------- | --------- |
| New Balance Indoor Grand Prix | Спортивний центр Реджі Льюїс Track | Бостон                 | США             | 28 січня  |
| PSD Bank Meeting              | Arena Sportpark                    | Дюссельдорф            | Німеччина       | 1 лютого  |
| Weltklasse in Karlsruhe       | Dm-Arena                           | Карлсруе / Райнштеттен | Німеччина       | 4 лютого  |
| Copernicus Cup                |                                    | Торунь                 | Польща          | 10 лютого |
| Birmingham Indoor Grand Prix  | Barclaycard Arena                  | Бірмінгем              | Велика Британія | 18 лютого |